# Afrosoma suturale
Afrosoma suturale es un coleóptero de la familia Chrysomelidae. Fue descrita en 1889 por Allard.